# Starogrčko slikarstvo
Doprinos grčkog slikarstva općoj kulturi je nemoguće prikazati jer je vrlo malo djela sačuvano. Grčko slikarstvo promatramo kroz oslikavanje glinenih vaza. Još od prapovijesti na grčkom tlu izrađivalo se raznovrsno glineno posuđe, a kod Helena se razvilo u pravu industriju visokih kvaliteta koja je cvala osobito u Korintu i Ateni. Grčke vaze sačuvane su u mnogobrojnim varijantama: plitke i visoke, s podnošcima, s dršcima, širokih i uskih otvora, dužih i kraćih vratova... Od gline su pravili ne samo vaze nego i zdjele, tanjure, šalice, plitice, čaše, boce, bočice za mirise, vrčeve, amfore itd.

### Geometrijski stil
Tijekom ← 12. pa sve do ← 7. st. (tzv. mračno doba grčke) traje raspadanje kretske i mikenske baštine i skoro da se gase umjetničke djelatnosti. U isto vrijeme Grčka civilizacija se formirala i polako oblikovala. Svaka zajednica je razvijala svoj centar koji je prerastao u grad-državu (polis) kojim je upravljalo vijeće bogatijih staraca.
Umjetnost stoljećima ne nalazi značajnijeg izraza, izuzevši keramiku, koja je ionako vezana za praktičnu uporabu. 
Najstariji način oslikavanja lončarskih proizvoda sastojao se od linearnih ukrasa, što u vodoravnim linijama teku oko oblog tijela posude. Taj se nacin zove geometrijski stil. Nastale su nebrojene vrste različitih oblika vaza od kojih su neke još uvijek služile kao urna za odlaganje pepela pokojnika. Tek u ← 9. st. Grci počinju oslikavati svoje vaze svim nama poznatim geometrijskim oblicima: spiralama, rozeta (dizajn)ma, prepletima - pleterima, meandrima, trokutima, krugovima, svastikama - raspoređenim u horizontalne trake (kao u Mikenskom Palas stilu). Kasnije se odustaje od puke geometrije i javlja se ljudski lik, ali još uvijek u strogom geometrijskom obliku (kao kod vaze iz Dypilona).
Keramika od 6. st. ima prepoznatljive organske linije ukrasa i likove koji podsjećaju na istočnjačku umjetnost. Zato tu keramiku nazivamo - orijentalni stil. To je najzastupljenija keramika u arhajskom razdoblju.

### Arhajsko slikarstvo
Krajem 8. stoljeća pr. Kr. već se na posudama prikazuje ljudski i životinjski likovi, ali samo kao stilizirane figure. Zanimljivo je napomenuti da su pojedini slikari vaza, svjesni umjetničke vrijednosti, na svoja djela stavljali potpise tako da se zna više takvih slikarskih majstora.
U oslikavanju keramike geometrijska ornamentika se polako gubi, a osnovna tematika postaje mitologija, legende i prizori iz svakodnevnog života. Javljaju se dva stila: 
- crne figure na crvenoj podlozi  (← 7. st.)  i
- crvene figure na tamnoj podlozi  (← 6. st.).

Likovi su obavezno u profilu i uspješna su mješavina starogrčke geometrije i orijentalnih organskih likova. Slikanje se izvodi crnom bojom na žućkastoj i ružičastoj podlozi pečeme gline. Postepeno se dolazi do naturalističkog prikazivanja ljudskih likova u različitim položajima i radnjama. Redovito su to prizori iz mitologije, oslikavaju se legende o herojima, pa i prizori iz svakodnevnog života. Slobodni prostor oko figura ispunjava se različitim ornamentima. To je stil crnih figura.

### Klasično slikarstvo
Na prijelazu iz 4.u 5. stoljeće pr. Kr. nastaje novi način oslikavanja vaza tako da se čitava površina pokriva crnim namazom, a likovi se ne bojaju pa ostaju rumenkaste boje u naravnom tonu pečene gline. To je stil crvenih figura. 
Nakon grčko-perzijskih ratova (← 490. - ← 479.) u Grčkoj uniji prednjači Atena koja je imala nadaleko najveću flotu i na njoj je počivala obrana Grčke. Flota je pridonijela i gospodarskom razvoju, što je opet omogućilo veliki graditeljski program u Ateni. Pored razvijene političke misli (demokracija) u Ateni se ipak očuvao robovlasnički sustav. 
← 5. st. je bilo i vrijeme najdugotrajnijeg književnog stvaralaštva (Sofoklo, Euripid i Aristofan), prvog povjesničara Herodota, i mnogih filozofa (sofisti) i retoričara. Države Peloponeza, pogotovo Sparta, vidjele su prijetnju u sve većoj moći Atene. Rivalstvo gradova poticalo je razvoj ideja, ali nakon nekoliko otvorenih sukoba ← 431. Sparta je objavila rat Ateni. Peloponeski ratov se okončao tek 27 godina poslije porazom Atene i bio je katastrofa od koje se Grčka nikada nije oporavila.
U slikarstvu na keramici se pored plošnih, stiliziranih, crvenih likova na crnoj podlozi, javljaju i potpuno bijeli pogrebni lekiti s fluidnim crtežima krepkih linija.

### Helenističko slikarstvo
Usred krize klasične umjetnosti, slikar Apel koji je izvorno radio na dvoru Filipa II. i Aleksandra, pa potom za Ptolomeja I., stvara jezik koji će s helenizmom dobiti opću vrijednost. Njegove se teme, kompozicije i motivi mogu rekonstruirati zahvaljujući prikazima na keramici i brojnim kopijama.  Apel miješa boje i sjenči, koristeći pri tom kolorističke kontraste te dobiva iluzionistički efekt dubine. Takav način slikarstva će se proširiti cijelim carstvom, a poprimivši istočnjačke primjese slike će dobiti nebrojene kombinacije oblika.
Karakteristični su i brojni mozaici od raznobojnog šljunka u malteru koji često kopiraju slike i skulpture toga razdoblja.

## Poveznice
- Umjetnost stare Grčke
- Kiparstvo stare Grčke
- Slikarstvo
- Grčka umjetnost